# Enea (noctuídeos)
Enea (Arctiidae) é um gênero de traça pertencente à família Arctiidae.